# هیرونوشین فوروهاشی

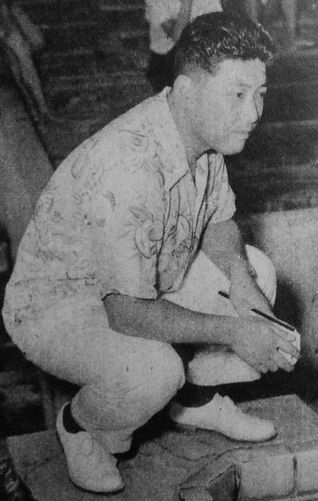
هیرونوشین فوروهاشی - ۱۹۵۵

هیرونوشین فوروهاشی (به انگلیسی: Hironoshin Furuhashi) (زادهٔ ۱۶ سپتامبر ۱۹۲۸) شناگر اهل ژاپن است.